# Visualização negativa
Visualização negativa ou futurorum malorum præmeditatio (literalmente "pré-estudar o futuro ruim" em latim) é um método de práxis meditativa ou askēsis pela visualização do(s) pior(es) cenário(s). O método originou-se com os filósofos cireanos e mais tarde foi adotado pelos filósofos estoicos. A técnica tornou-se popular com as publicações Epistulae Morales ad Lucilium de Sêneca. Acredita-se que tenha sido uma das formas comuns de exercícios espirituais estoicos.
Ao contrário do foco geral da visualização criativa de induzir uma resposta psicológica e fisiológica positiva imaginária, a visualização negativa concentra-se em treinar o praticante sobre os resultados negativos de cenários de vida realistas para dessensibilizar ou criar aptidão psicológica em preparação às perdas na vida real e também para induzir sentimentos de gratidão em relação às coisas reais ou status real que o praticante tem. A gravidade da visualização negativa varia de leve, como pensar em uma pequena inconveniência (como por exemplo ter que abandonar um prazer menor), a uma grave, como a imersão total em um cenário imaginado no qual o(s) pior(es) medo(s) do praticante realmente aconteceu (como por exemplo a perda de recursos, status ou da vida).
No século XXI, inspirados nas traduções em inglês de Epistulae Morales ad Lucilium de Sêneca, vários estoicos anglófonos cunharam a expressão "negative visualization" (visualização negativa) e deram-lhe a expressão latina macarrônica "premeditatio malorum", muitas vezes sem fornecer citações. Antes disso, a expressão "visualização negativa" tinha conotações negativas de ser o oposto da visualização criativa retórica ou de autoajuda. De acordo com relatos de alguns estoicos modernos, a visualização negativa foi adotada pela terapia cognitivo-comportamental (TCC) e em abordagens psicossociais semelhantes à psicoterapia, uma afirmação que foi apoiada por alguns psicólogos licenciados, embora tenha sido adotada principalmente por psicólogos populares [en] na anglosfera.
Os estoicos modernos aconselham praticar a visualização negativa diariamente em um horário definido, como de manhã cedo ou tarde da noite. No Livro II de Meditações de Marco Aurélio, o autor recomenda a si mesmo que realize a seguinte visualização negativa no início da manhã:
De manhã cedo, diga a si mesmo: Hoje terei que lidar com um homem intrometido, com um homem ingrato, um arrogante, um enganador, falso ou invejoso; um homem antissocial e pouco caridoso. Todas estas más qualidades acontecem com eles  por causa de sua ignorância do que é verdadeiramente bom e verdadeiramente mau. Mas eu que compreendo a natureza do que é bom, que é desejável, e do que é ruim, que é verdadeiramente odioso e vergonhoso: que sei, além disso, que este transgressor, seja ele quem for, é semelhante a mim, não [só] pelo mesmo sangue e semente, mas pela participação da [mesma] razão e da [mesma] partícula divina; eu não posso ser prejudicado por qualquer um deles, pois ninguém pode me fazer incorrer no que é reprovável, nem ficar zangado com eles, cuja natureza é tão próxima da minha. Porque nascemos para a cooperação, assim como os pés, como as mãos, como as pálpebras, como as fileiras dos dentes superiores e inferiores. Agir uns contra os outros, portanto, é contrário à natureza; e odiá-los ou rejeitá-los é agir um contra o outro.

## Saliência da mortalidade
As Epistulae Morales ad Lucilium de Sêneca orientaram Lucílio o Jovem [en] a meditar sobre a morte. Mais tarde, Epicteto foi informado por seus alunos em seus Discursos para se lembrar da natureza impermanente das coisas e da mortalidade dos seres vivos. Memento mori (do latim 'lembrar da morte'), ou contemplação da morte, é considerada pelos estoicos como uma forma de visualização negativa, pois treina o praticante da inevitabilidade da morte, seja do praticante, de seus entes queridos, ou de todos.